# Peliococcus cycliger
Peliococcus cycliger är en insektsart som först beskrevs av Leonardi 1908.  Peliococcus cycliger ingår i släktet Peliococcus och familjen ullsköldlöss. Inga underarter finns listade i Catalogue of Life.